# 朱由楨
榮王朱由楨（？—1647年），是榮王朱常溒嫡第五子，初封肇庆王，后於南明年間襲封榮王，为第二次封第七代榮王。他在位年數並不清楚。
永曆元年（1647年）八月，永历帝躲避清军追击期间失踪，大臣堵胤锡建议朱由楨称帝，建号辰州，延续南明。因前大学士熊开元反对，未果。
十月，清军攻克辰州，朱由楨逃向贵州苗峒方向，被俘杀，明朝第二次封榮國滅亡。